# Ropušnicovití
Ropušnicovití (Scorpaenidae) tvoří čeleď převážně mořských ryb zahrnují mnohé světově nejjedovatější druhy. Tato čeleď má stovky členů. Jsou rozšířeny v tropických a mírných mořích, ale nejčastěji jsou k nalezení v Indo-Pacifiku.
Některé druhy jsou velmi atraktivní, stejně jako nebezpečné, a jsou žádané akvaristy.
Pro tuto čeleď je typická velká hlava a tělo porostlé trny s jedovými žlázami.
Systematika ropušnicovitých je velmi komplikovaná a nestálá. Fishes of the World rozpoznává 10 podčeledí s celkem 388 druhy, zatímco FishBase uvádí 3 podčeledi, 25 rodů a 200 druhů. Některé druhy byly přesunuty do čeledi Sebastidae, kterou jiné autority neuznávají.

## Galerie

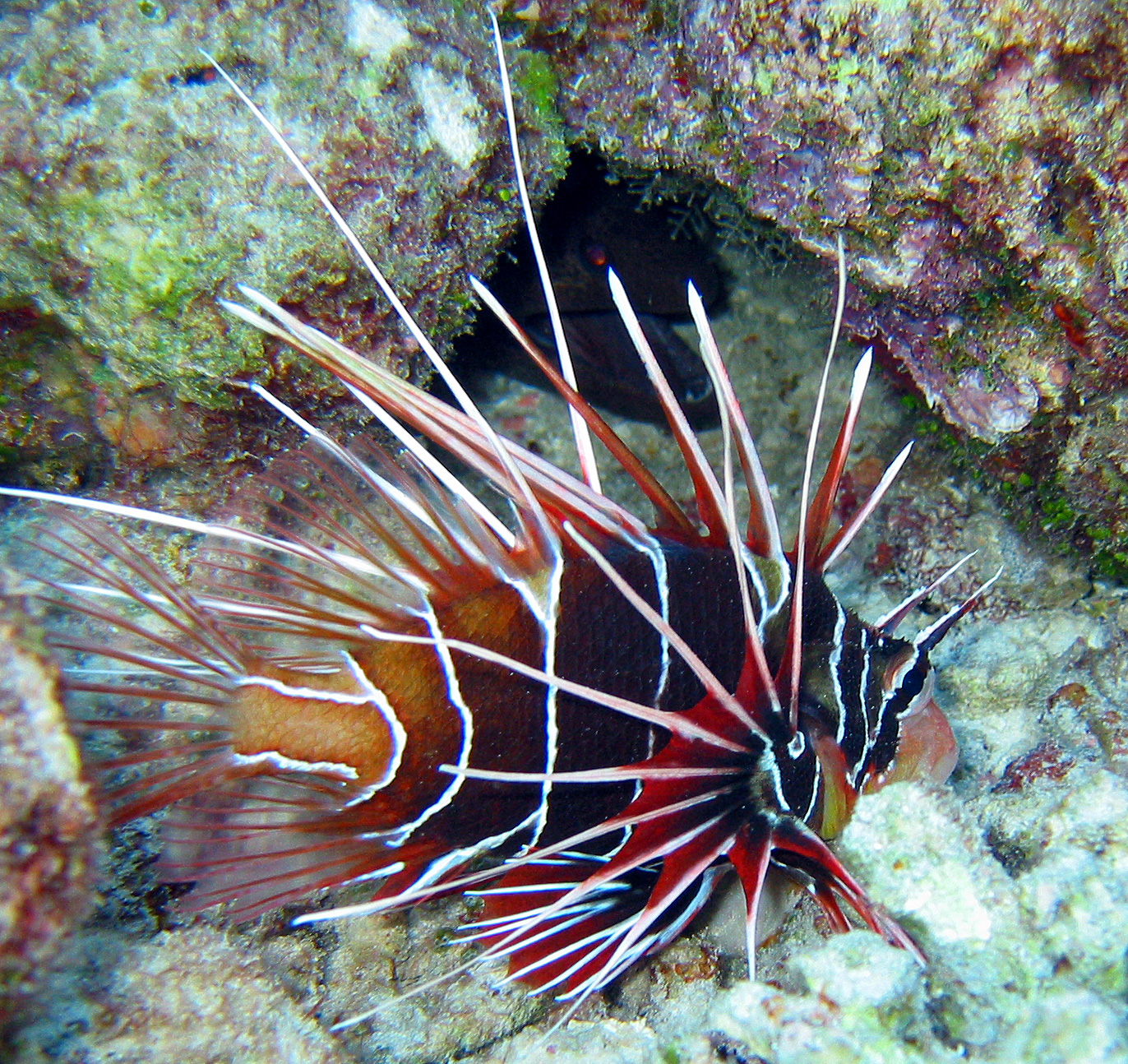
Perutýn paprsčitý Pterois radiata
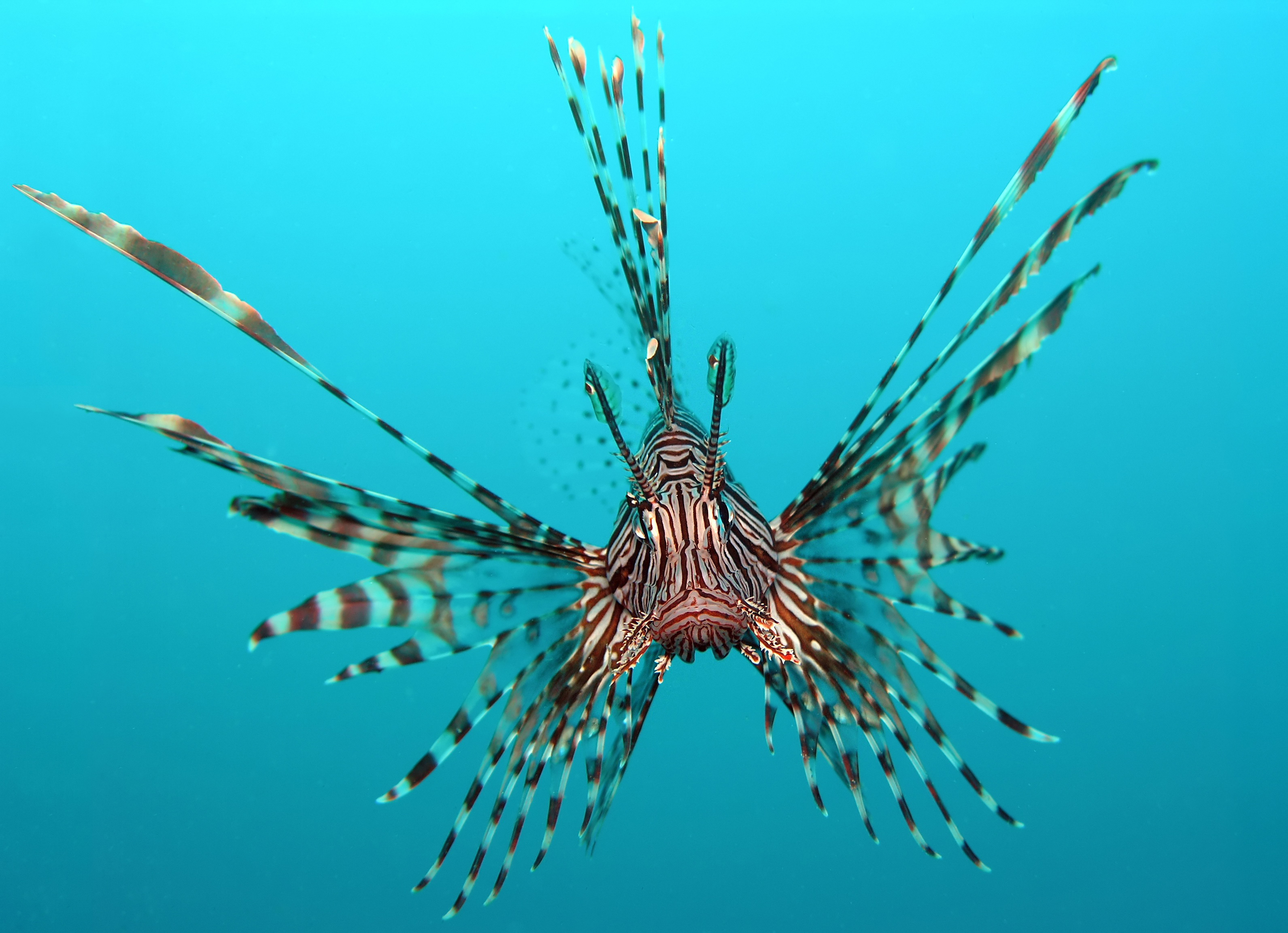
Perutýn ohnivý Pterois volitans
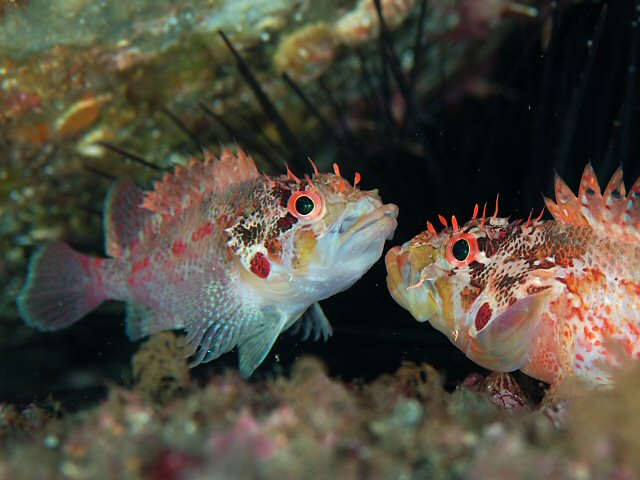
Scorpaenodes littoralis
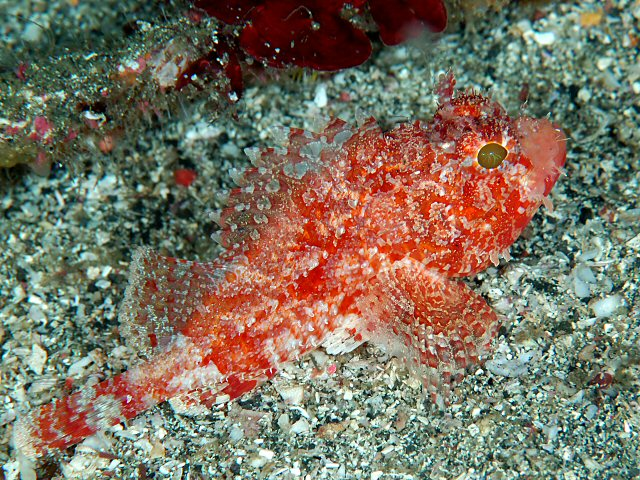
Scorpaena miostoma
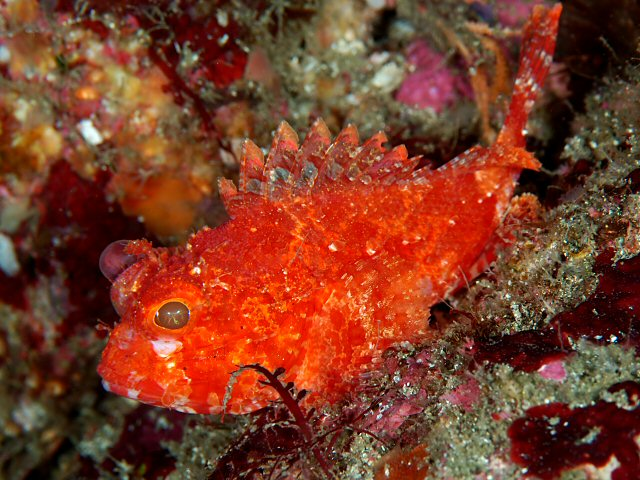
Scorpaena onaria
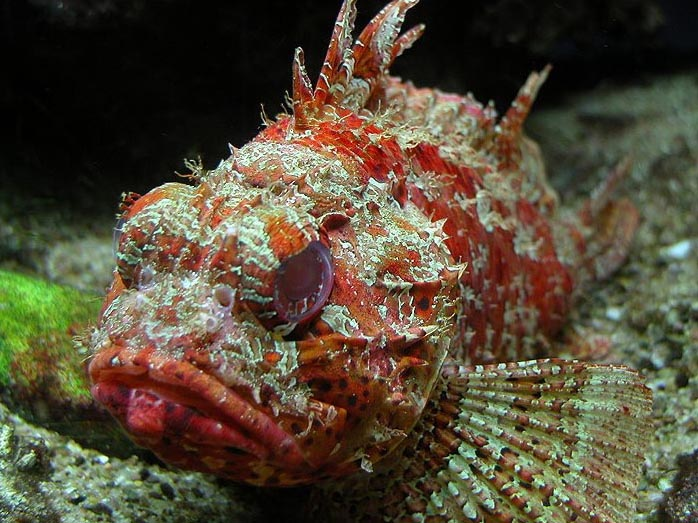
Ropušnice obecná Scorpaena scrofa
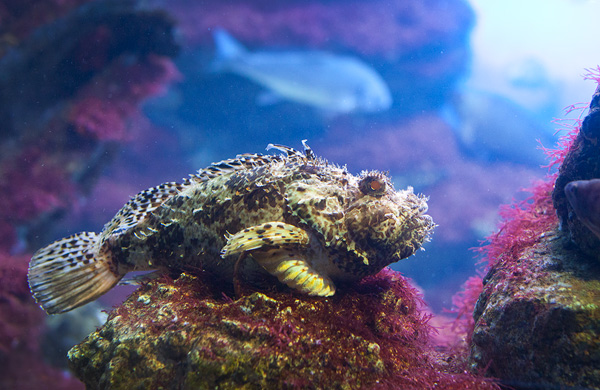
Ropušnice skvrnitá Scorpaena porcus